# Donje Sinkovce
Donje Sinkovce (cyr. Доње Синковце) – wieś w Serbii, w okręgu jablanickim, w mieście Leskovac. W 2011 roku liczyła 1556 mieszkańców.